# Dactylolabis opaca
Dactylolabis opaca är en tvåvingeart som beskrevs av Evgenyi Nikolayevich Savchenko 1978. Dactylolabis opaca ingår i släktet Dactylolabis och familjen småharkrankar. Inga underarter finns listade i Catalogue of Life.